# Peter Machac
Peter Machac (né le 14 septembre 1939 à Vienne) est un acteur et animateur de radio et de télévision autrichien.

## Biographie
Après l'abitur, il va à l'université d'agronomie de Vienne. Mais il s'inscrit ensuite à l'école d'art dramatique de Helmuth Krauss et Polly Kügler-Leistner.
Machac apparaît dans de nombreux théâtres, notamment au Stadttheater de Baden et à Vienne au Volkstheater, au théâtre "Die Courage", au Renaissancetheater, au Intimen Theater et à la Komödie et à Munich au Theater Die Kleine Freiheit. En 1962, il tourne dans des longs métrages, plusieurs fois avec l'acteur principal Peter Alexander. Sinon il est occasionnellement dans des séries télévisées.
Il devient connu comme le Fernseh-Kinderonkel dans l'émission pour enfants Kinderstunde diffusé de 1960 à 1971 sur ORF. Il est ensuite dans Sie wünschen – wir spielen (ORF), Musikreport (BR) ou ZDF Sonntagskonzert.
Il travaille également beaucoup pour la radio et est cofondateur de Ö3. Il travaille aussi pour BR, HR, NDR et RAI-Bozen. De 1974 à 1992, il anime notamment sur Bayern 3 de nombreux programmes musicaux.
Il est marié à l'actrice et animatrice Monika Strauch (de).

## Filmographie
- 1962 : La Douceur de vivre du comte Bobby
- 1962 : Der rote Rausch
- 1962 : Mariandls Heimkehr
- 1962 : Hochzeitsnacht im Paradies
- 1962 : La Veuve joyeuse
- 1963 : Der Musterknabe (de)
- 1970 : Wie eine Träne im Ozean
- 1972 : Nullerl, 's
- 1975 : Bitte keine Polizei – Ich bin so frei